# Nightmare (album của Avenged Sevenfold)
Nightmare là album phòng thu thứ năm của ban nhạc heavy metal người Mỹ Avenged Sevenfold, được phát hành ngày 23 tháng 7 năm 2010 thông qua hãng thu âm Warner Bros. Records. Album do Mike Elizondo làm nhà sản xuất, kỹ sư thu âm Andy Wallace xử lý phần trộn âm ở thành phố New York và xử lý hậu kỳ bởi Ted Jensen.
Nightmare là album đầu tiên của Avenged Sevenfold được thu âm mà vắng mặt Jimmy "The Rev" Sullivan biểu diễn trên dàn trống do anh mất vào tháng 12 năm 2009. Tuy nhiên, anh đã sáng tác một số đoạn nhạc được dùng ở các bản thu cuối cùng, làm cho Nightmare trở thành album cuối mà anh tham gia sáng tác tính đến trước năm 2023, và phần thu giọng của anh trong album được giữ lại nhằm tri ân anh. Các bản ghi trống còn lại trong album do tay trống của Dream Theater, Mike Portnoy xử lý; ông cũng biểu diễn cùng ban nhạc ở toàn bộ các tour diễn của họ đến tận cuối năm 2010. Sau đó họ tuyển mộ tay trống Arin Ilejay, anh hoạt động cùng ban từ năm 2011 đến 2015.
Album ra mắt ở vị trí quán quân trên Billboard 200 ở Hoa Kỳ, đồng thời giành chứng nhận đĩa vàng của BPI và đĩa bạch kim từ RIAA lẫn Music Canada. Tính đến tháng 12 năm 2016, album bán ra được 964.000 bản ở Hoa Kỳ và hơn một triệu bản tính đến 15 tháng 4 năm 2021. Bìa album có chi tiết tưởng nhớ Sullivan: tấm bia mộ khắc chữ "FOREVER" với chữ "REV" được ghi nổi bật.

## Sáng tác và thu âm
Năm 2009, trong tour diễn quảng bá album trùng tên nhóm, Avenged Sevenfold bắt đầu tiến hành làm album thứ năm. Bắt đầu từ album gần nhất lúc ấy, tay trống của ban nhạc là The Rev đóng góp vào khâu sáng tác nhiều hơn so với chính anh ở ba album đầu tiên, kể cả album gây đột phá của ban là City of Evil (2005). Ban nhạc cho biết album sẽ "hoành tráng và giàu tính cá nhân nhất, nhất định sẽ đưa bạn vào một chuyến đi cực kỳ u tối." Tính đến tháng 12 năm 2009, ban nhạc đã hoàn thành các đĩa demo cho sản phẩm và sẵn sàng bước chân vào phòng thu. Tuy nhiên, trước khi họ làm vậy thì thảm kịch đã ập đến.
Ngày 28 tháng 12 năm 2009, Jimmy "The Rev" Sullivan tử vong trong khi đang ngủ. Sau đó, ban nhạc ngừng sản xuất album, thậm chí tính đến chuyện tan rã. Tuy nhiên, cuối cùng ban nhạc quyết định tiếp tực thực hiện dự án sau khi được lời khích lệ từ cha mẹ Sullivan, cũng như biết nếu còn sống anh sẽ muốn họ hoàn thành nhạc phẩm. Vì không muốn thuê một tay trống dài hạn thế chỗ The Rev, ban nhạc đã lựa chọn Mike Portnoy của nhóm Dream Theater (nguồn ảnh hưởng lớn đến The Rev và các đồng đội trong ban nhạc) để thu nốt các bản ghi trống trong album:
Sau vài tháng, những thông báo về album xuất hiện nhiều hơn; một thông điệp ngắn của Zacky Vengeance được đăng trên Twitter chính thức của Avenged Sevenfold vào ngày 17 tháng 4 năm 2010 viết: "Đĩa nhạc đã hoàn thành. Chẳng có từ nào diễn tả được cảm giác nghe album này trong lúc lái xe về nhà một mình lúc bốn giờ sáng."
Johnny Christ chia sẻ trong một buổi phỏng vấn với Ultimate Guitar về quá trình sáng và chất liệu chủ đề của Nightmare: "Chúng tôi nhất trí quyết định đây sẽ là một đĩa nhạc chủ đề. Chúng tôi muốn làm một đĩa nhạc chủ đề u tối, kiểu như The Wall hay Operation: Mindcrime. Cùng lúc ấy, chúng tôi muốn kết hợp một vài thứ từng làm trong quá khứ với phần soạn guitar. Chúng tôi muốn làm nhạc phẩm nghe nặng hơn. Qua tất cả những điều ấy, các bài hát ra đời có phần nhạc u tối đúng như ý đồ của chúng tôi. Rồi phần ca từ chuyển sang hướng khác khi Jimmy mất. Phần lời sau đó gần như trở thành – không phải 100% – nói về cái chết và cuộc đời của cậu ấy."
M. Shadows và Synyster Gates xác nhận sự xuất hiện đặc biệt của The Rev ở đĩa nhạc trong một lần phỏng vấn với The Pulse of Radio. Theo các thành viên, anh để lại một số bản thu giọng hát trước khi anh mất, và họ sử dụng chúng trong đĩa nhạc này. Với những câu fill trống và giọng anh còn nguyên, đĩa nhạc đã trở thành nhạc phẩm cuối của ban với The Rev thời điểm ấy. Hai thành viên tiết lộ vài chi tiết về đĩa nhạc mới trong một lần phỏng vấn với Hard Drive Radio: "[...] Album mới Nightmare được dành tặng để tưởng nhớ The Rev và tuy nó không hẳn là một album chủ đề, nhạc phẩm lại xoay quanh The Rev. Điều đáng sợ nhất là có một bài trong album có nhan đề 'Fiction' [biệt hiệu mà chính Rev đặt cho mình] vốn có tên gốc là 'Death.' Và đấy là bài hát cuối mà The Rev sáng tác cho album, và khi cậu ấy gửi bài, cậu ấy nói: 'Chính nó, đấy là bài hát cuối cho đĩa nhạc này.' Và rồi ba hôm sau thì cậu ấy chết".
Mọi bài hát trong album đều có sự góp bút sáng tác của The Rev, và ban nhạc cho biết hơn 60% album là do anh sáng tác.

## Phát hành và quảng bá
Bài tiêu đề của album, "Nightmare" bị rò rỉ vào ngày 6 tháng 5 năm 2010 trên Amazon.com, nhưng sớm bị gỡ xuống. Ngày 10 tháng 5, một đoạn nhạc mẫu dài 30 giây không kiểm duyệt được chính thức đăng tải lên SoundCloud và trang web chính thức của ban nhạc. Cùng ngày hôm ấy, ban nhạc cũng đăng MV của ca khúc trên kênh YouTube chính thức với phần lời hoạt họa, nhận được hơn 275.000 lượt xem trong 24 giờ. Bài hát chính thức được chọn là đĩa đơn đầu tiên của album được phát hành vào ngày 18 tháng 5.
Từ 27 tháng 5 đến 14 tháng 6, ban nhạc tiết lộ bìa album bằng cách trưng một trò chơi ghép hình. Vào ngày bìa đĩa được hoàn thành, họ cũng đăng cả danh sách ca khúc.
Ngày 3 tháng 6 năm 2010, ban nhạc thông báo "Bản giới hạn" của Nightmare để đặt bán sớm chỉ trên trang web của họ - sản phẩm chứa đầy đủ album trên CD với một cuốn sổ tay nhỏ đặt trên một cuốn sách bìa da, đĩa đơn Nightmare được tải nhạc số miễn phí sau khi đặt bán sớm, và một ấn bản thạch có nhan đề Death Bat Anatomy. Ngày 29 tháng 6 năm 2010, album được bày đặt bán sớm trên iTunes. Bản nhạc số này có cả album chính, bài tặng kèm "Lost It All", video nhạc và lời "Nightmare", cũng như thước phim hậu trường, bản nháp và ghi chú cho video lẫn toàn bộ album.
Ba bài hát nữa của album được đăng trực tuyến cho người hâm mộ xem trước. Bài "Buried Alive" được đăng tải lên trang Facebook của ban nhạc vào ngày 14 tháng 7, nhưng do gây sự cố quá tải do lượng người truy cập video quá lớn nên đã bị gỡ xuống sớm. Vấn đề này được giải quyết vào ngày hôm sau, và video ca từ của bài hát được đăng cùng lúc lên YouTube. Ngày 21 tháng 7, "So Far Away" được phát hành độc quyền trên sóng phát thanh KROQ trong một ngày. "Welcome to the Family" được phát hành trên YouTube vào ngày 23 tháng 7 với video âm nhạc có cảnh trích từ trò chơi Call of Duty: Black Ops nhưng nay đã bị xóa.
Toàn bộ ba bài hát xem sớm sau đó được phát hành làm đĩa đơn chính thức: "Welcome to the Family" được chọn làm đĩa đơn chính thức thứ hai trong album, phát hành vào ngày 19 tháng 10 năm 2010; "So Far Away" là đĩa đơn thứ ba, ra mắt vào 5 tháng 4 năm 2011, và "Buried Alive" ra mắt vào ngày 20 tháng 9 năm 2011.
"Welcome To The Family" được phát hành dưới dạng đĩa đơn nhạc số vào ngày 21 tháng 12 năm 2010. Bài mặt B của đĩa đơn là "4:00 AM" (bản thu bị xóa từ Nightmare) và một bản thu tực tiếp bài "Seize the Day" từ City of Evil, với những cảnh The Rev chơi trống và hát bè.

## Đánh giá chuyên môn
| Đánh giá chuyên môn | Đánh giá chuyên môn |
| Điểm trung bình     | Điểm trung bình     |
| Nguồn               | Đánh giá            |
| ------------------- | ------------------- |
| Metacritic          | 62/100              |
| Nguồn đánh giá      |                     |
| Nguồn               | Đánh giá            |
| 411Mania.com        | [ 29 ]              |
| AllMusic            | [ 30 ]              |
| The A.V. Club       | C−                  |
| Billboard           | [ 32 ]              |
| Metal Hammer        |                     |
| Rock Sound          | [ 33 ]              |
| Sputnikmusic        | [ 34 ]              |
| USA Today           | [ 35 ]              |
| CraveOnline         | 1/10                |

Nightmare nhận được đa số đánh giá tích cực từ giới phê bình. Trên Metacritic - chuyên trang phê bình chấm điểm theo thang 100 từ các bài đánh giá của giới phê bình đại chúng, album nhận được số điểm trung bình 62, dựa trên 7 bài đánh giá chuyên nghiệp, thể hiện "những đánh giá nhìn chung là tích cực".
Trong số phát hành của Metal Hammer vào tháng 8 năm 2010, Terry Beezer chấm album điểm 8/10. Trong bài đánh giá, anh tán dương lòng dũng cảm của các thành viên trong ban bất chấp cái chết của The Rev và gọi đây là "một màn tri ân sâu sắc đến người bạn quá cố." Anh cũng khen Mike Portnoy vì vai trò của ông trong album và thấy ông cực hợp để thay thế cho The Rev.
411 Mania chấm đĩa nhạc bằng một bài đánh giá cực kỳ tích cực và dài, với số điểm chấm là 9,0/10. Ở đoạn kết họ viết: "Nếu bạn là người hâm mộ của Avenged Sevenfold, Nightmare là đĩa nhạc bạn phải có. Abum này cực kỳ cảm động và là màn tri ân tới the Rev quá cố tuyệt hơn bất cứ điều gì mà tôi có thể mường tượng ra."
Kerrang! chấm album điểm 4K/5 và kết luận: "Tương lai của Avenged [Sevenfold] vẫn nằm trong tay của các vị thần. Bất kể tương lai của họ thế nào, Nightmare đánh dấu thời điểm mà nhóm nhạc từ Huntington Beach từ bỏ những thứ của con nít và trở thành đàn ông. Bất kể cậu ấy đang ở đâu, người anh em của họ hẳn phải vô cùng tự hào."
Sputnik Music chấm album điểm 3/5. Cây viết khen nửa sau của album, nhưng cực kỳ chê nửa đầu album, cụ thể là các đĩa đơn (trừ "So Far Away"). Album đạt số điểm 3,2/5 theo bình chọn của người hâm mộ trên trang web.

## Danh sách ca khúc
Tất cả các bài hát được ghi công cho Avenged Sevenfold. Những nhạc sĩ sáng tác thật được lấy từ những buổi phỏng vấn ban nhạc.
| Bản đĩa đơn chuẩn | Bản đĩa đơn chuẩn        | Bản đĩa đơn chuẩn                              | Bản đĩa đơn chuẩn |
| STT               | Nhan đề                  | Sáng tác                                       | Thời lượng        |
| ----------------- | ------------------------ | ---------------------------------------------- | ----------------- |
| 1.                | "Nightmare"              | Matthew Sanders James Sullivan                 | 6:15              |
| 2.                | "Welcome to the Family"  | Sullivan Sanders                               | 4:05              |
| 3.                | "Danger Line"            | Sanders Jonathan Sewerd Zachary Baker Sullivan | 5:28              |
| 4.                | "Buried Alive"           | Sullivan Sanders Brian Haner Jr.               | 6:44              |
| 5.                | "Natural Born Killer"    | Sullivan                                       | 5:15              |
| 6.                | "So Far Away"            | Haner Sullivan                                 | 5:26              |
| 7.                | "God Hates Us"           | Sanders Sullivan                               | 5:19              |
| 8.                | "Victim"                 | Sanders Baker Haner Seward Sullivan            | 7:29              |
| 9.                | "Tonight the World Dies" | Sullivan Sewerd Sanders                        | 4:41              |
| 10.               | "Fiction"                | Sullivan                                       | 5:08              |
| 11.               | "Save Me"                | Sullivan Sanders                               | 10:57             |
| Tổng thời lượng:  | Tổng thời lượng:         | Tổng thời lượng:                               | 66:46             |

| Bản chất lượng cao trên iTunes/bài tặng kèm bản Nhật | Bản chất lượng cao trên iTunes/bài tặng kèm bản Nhật | Bản chất lượng cao trên iTunes/bài tặng kèm bản Nhật | Bản chất lượng cao trên iTunes/bài tặng kèm bản Nhật |
| STT                                                  | Nhan đề                                              | Sáng tác                                             | Thời lượng                                           |
| ---------------------------------------------------- | ---------------------------------------------------- | ---------------------------------------------------- | ---------------------------------------------------- |
| 12.                                                  | "Lost It All"                                        | Sanders Sullivan                                     | 3:57                                                 |
| Tổng thời lượng:                                     | Tổng thời lượng:                                     | Tổng thời lượng:                                     | 70:46                                                |

| Bài tặng kèm bản giới hạn Book of Nightmares | Bài tặng kèm bản giới hạn Book of Nightmares | Bài tặng kèm bản giới hạn Book of Nightmares |
| STT                                          | Nhan đề                                      | Thời lượng                                   |
| -------------------------------------------- | -------------------------------------------- | -------------------------------------------- |
| 1.                                           | "Nightmare (Demo)"                           | 6:03                                         |
| Tổng thời lượng:                             | Tổng thời lượng:                             | 72:49                                        |

| Tải kỹ thuật số nhạc khí bản giới hạn Book of Nightmares | Tải kỹ thuật số nhạc khí bản giới hạn Book of Nightmares | Tải kỹ thuật số nhạc khí bản giới hạn Book of Nightmares |
| STT                                                      | Nhan đề                                                  | Thời lượng                                               |
| -------------------------------------------------------- | -------------------------------------------------------- | -------------------------------------------------------- |
| 1.                                                       | "Nightmare (Instrumental)"                               | 6:03                                                     |
| 2.                                                       | "Welcome to the Family (Instrumental)"                   | 4:07                                                     |
| 3.                                                       | "Danger Line (Instrumental)"                             | 5:29                                                     |
| 4.                                                       | "Buried Alive (Instrumental)"                            | 6:46                                                     |
| 5.                                                       | "Natural Born Killer (Instrumental)"                     | 5:17                                                     |
| 6.                                                       | "So Far Away (Instrumental)"                             | 5:28                                                     |
| 7.                                                       | "God Hates Us (Instrumental)"                            | 5:17                                                     |
| 8.                                                       | "Victim (Instrumental)"                                  | 7:31                                                     |
| 9.                                                       | "Tonight the World Dies (Instrumental)"                  | 4:43                                                     |
| 10.                                                      | "Fiction (Instrumental)"                                 | 5:10                                                     |
| 11.                                                      | "Save Me (Instrumental)"                                 | 10:56                                                    |
| Tổng thời lượng:                                         | Tổng thời lượng:                                         | 66:47                                                    |

## Xếp hạng
| Xếp hạng (2010)                          | Vị trí cao nhất |
| ---------------------------------------- | --------------- |
| Album Úc (ARIA)                          | 9               |
| Album Áo (Ö3 Austria)                    | 33              |
| Album Bỉ (Ultratop Vlaanderen)           | 67              |
| Album Bỉ (Ultratop Wallonie)             | 87              |
| Album Canada (Billboard)                 | 2               |
| Album Hà Lan (Album Top 100)             | 47              |
| Album Phần Lan (Suomen virallinen lista) | 1               |
| Album Pháp (SNEP)                        | 136             |
| Album Đức (Offizielle Top 100)           | 36              |
| Album Hy Lạp (IFPI)                      | 46              |
| Album Ireland (IRMA)                     | 9               |
| Album Ý (FIMI)                           | 47              |
| Album Nhật Bản (Oricon)                  | 12              |
| Album México (Top 100 Mexico)            | 35              |
| Album New Zealand (RMNZ)                 | 2               |
| Album Na Uy (VG-lista)                   | 14              |
| Album Scotland (OCC)                     | 5               |
| Album Tây Ban Nha (PROMUSICAE)           | 57              |
| Album Thụy Sĩ (Schweizer Hitparade)      | 65              |
| Album Thụy Điển (Sverigetopplistan)      | 9               |
| Album Anh Quốc (OCC)                     | 5               |
| Album Hoa Kỳ Billboard 200               | 1               |
| Album Hoa Kỳ Top Rock (Billboard)        | 1               |

| Xếp hạng (2010)                | Vị trí |
| ------------------------------ | ------ |
| US Billboard 200               | 76     |
| US Top Rock Albums (Billboard) | 15     |

| Xếp hạng (2011)                | Vị trí |
| ------------------------------ | ------ |
| US Billboard 200               | 133    |
| US Top Rock Albums (Billboard) | 21     |

## Chứng nhận
| Quốc gia                                                                                              | Chứng nhận | Số đơn vị/doanh số chứng nhận |
| --- | ---------- | ----------------------------- |
| Canada (Music Canada)                                                                                 | Bạch kim   | 80.000^                       |
| Anh Quốc (BPI)                                                                                        | Vàng       | 100.000^                      |
| Hoa Kỳ (RIAA)                                                                                         | Bạch kim   | 1.000.000‡                    |
| ^ Chứng nhận dựa theo doanh số nhập hàng. ‡ Chứng nhận dựa theo doanh số tiêu thụ và phát trực tuyến. |            |                               |